# Melica cretica
Melica cretica ist eine Pflanzenart aus der Gattung der Perlgräser (Melica).

## Merkmale
Melica cretica ist ein niedriger Horst-Hemikryptophyt, der Wuchshöhen von 8 bis 10 Zentimeter erreicht. Die Rispe ist einseitswendig, dünn, säulenförmig, nicht unterbrochen und 2 bis 3 Zentimeter lang. Die Deckspelze der unfruchtbaren Blüten ist kahl, die der fruchtbaren seidig bewimpert und lang.
Die Blütezeit reicht von Mai bis August.

## Vorkommen
Melica cretica ist auf Kreta in der Präfektur Chania in den Lefka Ori endemisch. Die Art wächst in Igelpolsterheiden und Felsspalten in Höhenlagen von 1500 bis 2400 Meter.

## Belege
- Ralf Jahn, Peter Schönfelder: Exkursionsflora für Kreta. Mit Beiträgen von Alfred Mayer und Martin Scheuerer. Eugen Ulmer, Stuttgart (Hohenheim) 1995, ISBN 3-8001-3478-0, S. 384.